# Gecko (Zeitschrift)
Gecko ist eine werbefreie deutschsprachige Zeitschrift für Kinder ab vier Jahren.

## Überblick
Gecko bietet alle zwei Monate auf 52 Seiten reich illustrierte Vorlesegeschichten von namhaften Autoren und Illustratoren, dazu Sprachspiele, Rätsel, Lesetipps, Experimente und Basteltipps.
Ziel von Gecko ist es, Leselust, Sprache und Kreativität zu fördern und Eltern und Kindern durch gemeinsames Vorlesen beim Übergang von Kindergarten zur Grundschule zu begleiten. Erstleser sollen mit Gecko erste Leseerfolge erzielen. Gecko wurde mit dem Qualitätssiegel der Stiftung Lesen ausgezeichnet.
Gecko gibt es im Abonnement und als Einzelausgaben im Buchhandel und über die Website der Zeitschrift. Die Zeitschrift wird nicht am Kiosk verkauft. Sie erscheint zweimonatlich in einer Auflage von ca. 6000 Exemplaren.
Aufgrund besonderer Machart hat Gecko sowohl eine ISSN als auch eine ISBN, ist also sowohl Zeitschrift als auch Buch.

## Inhalte
- Drei Illustrierte Geschichten zum Vor- oder Selberlesen
- Thematisch anknüpfendes Experiment (LiLabor) oder Bastelidee (Sachen machen)
- Wortsport
- Wimmelbild mit ABC, Ziffern oder Farben
- Fremdwörterraten
- Weitere Rubriken mit Wortspielen und -rätseln
- Buchtipps

## Geschichte
Gecko wurde 2007 von Muriel Rathje und Anke Elbel gegründet. Die erste Ausgabe erschien am 1. September 2007. 2008 stieß Petra Wiedemann als dritte Herausgeberin dazu. Der Großteil der Geschichten und alle Rubriken werden in Gecko erstmals veröffentlicht, die Illustrationen exklusiv für Gecko entworfen. An jeder Ausgabe wirken 13 Künstler mit. Gecko versteht sich auch als Forum für junge Illustratoren und Autoren.